# Empire Tuʻi Tonga
950–1826
Entités suivantes :
- Royaume de Tonga
(depuis 1845)
- Empire britannique
(protectorat britannique sur le royaume de 1900 à 1970)

L’Empire Tuʻi Tonga était un puissant empire d'Océanie, centré aux Tonga sur l'île de Tongatapu et qui avait pour capitale Muʻa. À son apogée, l'empire s'étendait de Niue à Tikopia (aux Îles Salomon), en passant par les Samoa, Uvéa, Futuna et une partie des Tuvalu, et avait une sphère d'influence encore plus étendue.
L'empire « aboutit à l'occupation progressive de la majorité des îles de la Polynésie occidentale, avec l'imposition de gouverneurs tongiens et des nouveaux chefs ».
Certains Tuʻi Tonga s'établirent par ailleurs aux Samoa pour y gouverner directement. Plusieurs rois tongiens prirent pour épouse une femme issue de la haute noblesse samoane.
L'empire s'est établi vers l'an 950 après le déclin de Tuʻi Manuʻa à Samoa et Tuʻi Pulotu aux Fidji. Il aurait été contemporain de l'empire micronésien basé à Yap.

## Expansion

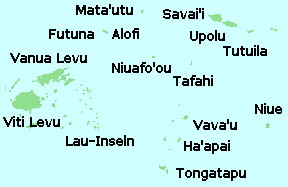
Aire d'expansion de l'empire Tonga au sud ouest de la Polynésie.

Sous les  10e et 11e Tuʻi Tonga, Momo et son fils Tuʻitātui, l'empire est à son apogée, et perçoit le tribut (dit  'Inasi) de toutes les régions soumises. Le capitaine James Cook fut témoin d'une cérémonie de 'Inasi aux Tonga, en 1777, dans laquelle il remarqua des étrangers à peaux sombres, apparemment des Fidji, des Îles Salomon et du Vanuatu.
Le succès de l'Empire était en grande partie fondée sur la Marine Impériale. Les plus grands canoës, à voile carrés, pouvaient transporter jusqu'à 100 hommes.

## Crise
Vers 1250, les Samoa s'émancipèrent de l'autorité impériale, puis, vers 1450, les rois de la dynastie Tuʻi Tonga perdirent leur autorité temporelle aux îles Tonga même.
De nouvelles dynasties apparurent, et les Tonga conserveront une influence plus localisée jusqu'à l'arrivée des Occidentaux.

## Sources

## Compléments

### Lectures complémentaires
- Elise Huffer, Grands hommes et petites îles : La politique extérieure de Fidji, de Tonga et du Vanuatu, Paris, Orstom, 1993, 305 p. (ISBN 2-7099-1125-6), chap. II (« Tonga : L'empire devient royaume »)